# Jonathan Aro
Jonathan Aro (né le 10 octobre 1990 dans la province de La Vega en République dominicaine) est un lanceur de relève droitier des Mariners de Seattle de la Ligue majeure de baseball.

## Carrière

### Red Sox de Boston
Jonathan Aro signe son premier contrat professionnel en juin 2011 avec les Red Sox de Boston. Il est particulièrement âgé, selon les standards pour les joueurs dominicains, lorsqu'il signe son premier contrat professionnel. Un essai pour les Dodgers de Los Angeles lorsqu'il a 17 ans se révèle porteur d'espoir, mais il contracte la dengue, ce qui entraîne un séjour prolongé à l'hôpital, puis un second deux ans plus tard pour de nouveaux traitements. Signé à l'âge de 20 ans, son premier contrat avec Boston lui rapporte 10 000 dollars US et l'investissement est si timide que le club ne pense même pas à le protéger lorsque arrive le repêchage de la règle 5 de décembre 2014, où il n'est réclamé par aucune autre équipe.
En 2015, Aro débute sa 5e saison professionnelle et se retrouve pour la première fois au niveau Double-A des ligues mineures, avant de graduer en Triple-A après seulement quelques matchs.
Aro fait ses débuts dans le baseball majeur avec les Red Sox de Boston le 25 juin 2015 comme lanceur de relève face aux Orioles de Baltimore. Il fait 6 présences au monticule pour Boston en 2015.

### Mariners de Seattle
Le 7 décembre 2015, les Red Sox échangent Aro et le lanceur partant gaucher Wade Miley aux Mariners de Seattle pour les lanceurs droitiers Roenis Elías et Carson Smith.